# Položská kotlina

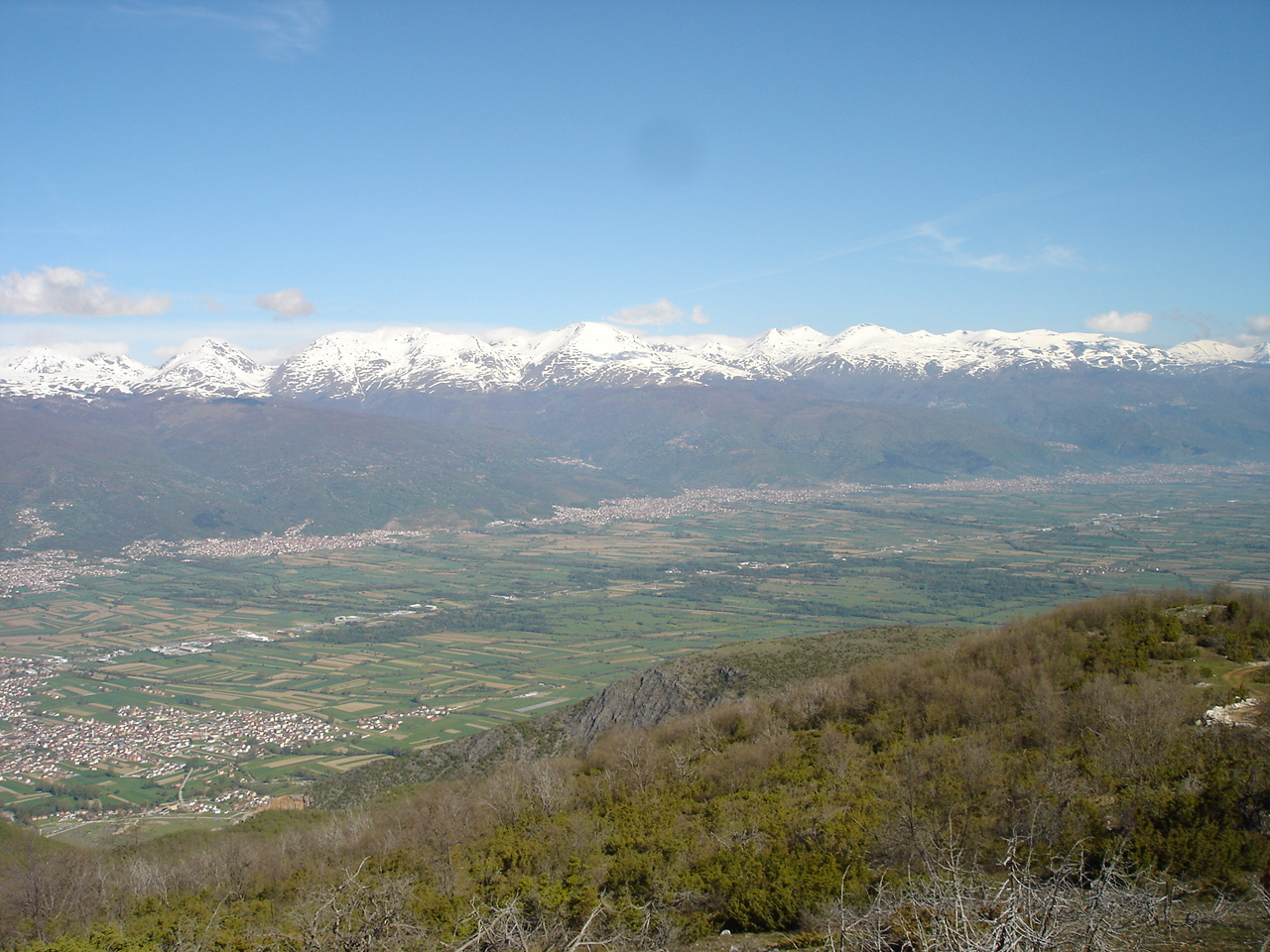
Pohled na Položskou kotlinu z hory Suva Gora

Polog (makedonsky Полог, albánsky Pollog), známý také jako Položská kotlina (makedonsky Полошка Котлина, albánsky Lugina e Pollogut), se nachází v severozápadní části Severní Makedonie, nedaleko hranic s Kosovem.
Dělí se na Horní Polog a Dolní Polog. Nejvíce zalidněnými městy v tomto údolí jsou Gostivar a Tetovo. Největší etnickou skupinou v oblasti jsou Albánci. Podle tohoto údolí se jmenuje i celý statistický region – Položský region.

## Demografie
Etnické složení v oblasti Položské kotliny podle sčítání lidu z roku 2002 je následující:
- Albánci – 222 679 (73,2 %)
- Makedonci – 57 079 (18,5 %)
- Turci – 16 386 (5,3 %)
- Romové – 4 194 (1,3 %)
- ostatní – 3 187 (1,0 %)

Položský region je jeden z osmi statistických celků Severní Makedonie. Jeho rozloha činí 2417 km² a žije zde celkem 304 125 obyvatel. Celkem se zde nachází 9 opštin (okresů): Bogovinje, Brvenica, Vrapčište, Gostivar (část je za hranicemi Pologu), Želino, Jegunovce, Mavrovo a Rostuša (zcela mimo přirozené hranice), Tearce a Tetovo.